# 藤田医科大学ばんたね病院
藤田医科大学ばんたね病院（ふじたいかだいがくばんたねびょういん）は、愛知県名古屋市中川区尾頭橋三丁目にある総合病院である。学校法人藤田学園が運営する、藤田医科大学の第二教育病院と位置づけられている。地元では親しみを込めた「ばんたねさん」の通称で呼ばれるという。

## 歴史
病院設立に関わった財団法人坂文種報徳会は名古屋市都心部の武平町および秋葉前にそれぞれ診療所を設置していたが、通常の住宅を改装した応急の設備に過ぎず、当初から大規模な病院の企画が求められていた。その需要に応じ1925年（大正14年）に計画を立案し、その翌年には南区西古渡町と称していた当地に2.583.9平方メートルの敷地を確保した。
当初は4か年計画であったが工事が難航したために、結局1930年（昭和5年）9月に開院を迎えることになった。
坂文種報徳会は社会福祉活動を行う団体であり、診療費を低廉に抑え、また、官公署の紹介により無料診療を行うなど、慈善活動に重きを置いた病院であった。当初の診療科目は内科・外科・眼科・産婦人科であった。

## 沿革
- 1930年（昭和5年） - 地域の低所得者に対する社会福祉を目的として財団法人坂文種報徳会の手により開院する[WEB 1]。
- 1931年（昭和6年）12月14日 - 東久邇宮稔彦王の視察[4]。
- 1933年（昭和8年）度 - 敷地の一部拡張・共同病棟の増築[5]。
- 1934年（昭和9年）度 - 敷地の一部拡張[5]。
- 1938年（昭和13年）度 - 院長室などの増築[5]。
- 1939年（昭和14年）度 - 隣接する陽楽園の買収により、病室を増設[5]。
- 1945年（昭和20年）
  - 1月3日 - 名古屋大空襲により病院施設の大部分を焼失し、機能を停止する[5]。応急処置により、1月18日には診療を再開[5]。
  - 9月 - 岐阜県養老郡高田町に産婦人科を中心とした高田分院を設置する[6]。疎開者への対応を目的としたものであった[6]。
- 1947年（昭和22年）1月 - 高田分院を廃止[7]。
- 1953年（昭和28年）度 - 構内に清明荘と称する建物が松坂屋および中日新聞社保険組合により建設され、委託病棟となる[8]。
- 1963年（昭和38年）度 - 清明荘を買収する[8]。
- 1971年（昭和46年） - 学校法人藤田学園の教育病院となり、名称も藤田学園名古屋保健衛生大学ばんたね病院と改称[WEB 1]。
- 1984年（昭和59年） - 大学の名称変更に伴い、藤田学園保健衛生大学ばんたね病院と改称[WEB 1]。
- 1986年（昭和61年） - 藤田学園保健衛生大学坂文種報徳會病院と改称[WEB 1]。
- 1991年（平成3年） - 大学の名称変更に伴い、藤田保健衛生大学坂文種報徳會病院と改称[WEB 1]。
- 2018年（平成30年） - 大学の名称変更に伴い、藤田医科大学ばんたね病院と改称。

## 診療科目
- 内科[WEB 1]
- 精神科[WEB 1]
- 神経内科[WEB 1]
- 神経内科[WEB 1]
- 呼吸器内科[WEB 1]
- 消化器内科[WEB 1]
- 内分泌内科[WEB 1]
- 循環器内科[WEB 1]
- 腎臓内科[WEB 1]
- 小児科[WEB 1]
- 外科[WEB 1]
- 心臓血管外科[WEB 1]
- 呼吸器外科[WEB 1]
- 整形外科[WEB 1]
- 形成外科[WEB 1]
- 脳神経外科[WEB 1]
- 皮膚科[WEB 1]
- アレルギー科[WEB 1]
- 泌尿器科[WEB 1]
- 産婦人科[WEB 1]
- 眼科[WEB 1]
- 耳鼻咽喉科[WEB 1]
- リハビリテーション科[WEB 1]
- 放射線科[WEB 1]
- 麻酔科[WEB 1]

## 医療機関指定
出典
| 保険医療機関                                                 | DPC対象病院                                    |
| 指定自立支援医療機関(更生医療)                               | 指定自立支援機関(精神通院医療)                 |
| 指定自立支援医療機関(育成医療)                               | 基幹型臨床研修病院(大学病院)                   |
| 特定疾患治療研究事業委託医療機関                             | 戦傷病者特別援護法指定医療機関                 |
| 原子爆弾被害者一般疾病医療取扱医療機関                       | 母体保護法指定医の配置されている医療機関       |
| 労災保険指定医療機関                                         | 身体障害者福祉法指定医の配置されている医療機関 |
| 生活保護法指定医療機関                                       | 小児慢性特定疾患治療研究事業委託医療機関       |
| 公害健康被害の補償等に関する法律による指定医療機関(公害医療) | 臨床修練指定病院                               |
| 地域医療支援病院                                             | アレルギー疾患医療拠点病院                     |

## 交通アクセス
- JR東海道本線 尾頭橋駅から徒歩で約5分[WEB 2]。
- 名古屋市営バス・三重交通バス「尾頭橋」停留所から徒歩で約5分[WEB 2]。
- JR東海道本線・中央本線・名鉄名古屋本線・名古屋市営地下鉄名城線・名港線 金山駅から徒歩で約15分[WEB 2]。

### WEB
1. 1 2 3 4 5 6 7 8 9 10 11 12 13 14 15 16 17 18 19 20 21 22 23 24 25 26 27 28 29 30 31 32  “沿革・概要”.   坂文種法徳會病院. 2018年8月23日閲覧。
2. 1 2 3  “アクセス”.   藤田医科大学ばんたね病院. 2019年9月29日閲覧。

### 新聞
1. ↑  “愛知の病院 つなごう医療(14) 藤田保健衛生大坂文種報徳会病院 名古屋市中川区”. 中日新聞朝刊:  p. 21. (2010年4月17日)

### 書籍
1. 1 2  坂文種報徳会 1974, p. 34.
2. ↑  坂文種報徳会 1974, p. 35.
3. 1 2  坂文種報徳会 1974, p. 36.
4. ↑  坂文種報徳会 1974, p. 37.
5. 1 2 3 4 5 6  坂文種報徳会 1974, p. 39.
6. 1 2  坂文種報徳会 1974, p. 47.
7. ↑  坂文種報徳会 1974, p. 48.
8. 1 2  坂文種報徳会 1974, p. 40.
9. ↑  “概要”. 2025年8月9日閲覧。

## 関連病院 ・診療所
- 藤田医科大学病院
- 藤田医科大学七栗記念病院
- 藤田医科大学中部国際空港診療所
- 藤田医科大学岡崎医療センター